# Массовое убийство в Рачаке
Массовое убийство в Ра́чаке (алб. Masakra e Reçakut), также известное как инцидент в Ра́чаке (серб. случај Рачак) — военное преступление, случившееся в деревне Рачак (алб. Reçak) 15 января 1999 года и совершённое вооружёнными силами СРЮ в ответ на сепаратизм в регионе. Правительство СРЮ пыталось скрыть факт преступления, препятствуя прокурору по военным преступлениям прибыть на место события, параллельно утверждая о том, что все погибшие были повстанцами.

## Предыстория
Рачак — небольшая деревня с преимущественно албанским населением, расположенная в муниципалитете Штимль, на юге Косово. К 1998 году в результате действий армии освобождения Косово его территория также была затронута косовской войной. Незадолго до начала событий население деревни составляло около 2000 человек, однако уже после событий к концу января 1999 года в деревне осталось лишь 350 человек по данным ОБСЕ. АОК имела значимое влияние в этом регионе и активно вела свою деятельность, поэтому, скорее всего, могла действовать и на территории деревни.
Незадолго до событий, а именно 8 января 1998 года, АОК устроила засаду на полк сербской полиции недалеко от городка Сува-Река, в результате которой погибло трое полицейских. Следом за засадой произошли и другие случаи нападения на правоохранительные органы Югославии, в результате чего погиб ещё один офицер полиции. По мнению Югославской стороны, именно деревня Рачак служила базой для нападавших, из-за чего те установили кордон безопасности вблизи Рачка, Дуье и Каралево.
После подготовки плана, в 06:30 15 января 1999 года полиция Югославии начала штурм деревни, где действительно оказались подразделения АОК, которые открыли ответный огонь. Часть гражданского населения бежала в ближайшее село Петрова, когда силы ОАК также отходили от села с боем. После этого полицейские силы Югославии получили контроль над деревней и покинули её только в 16:30.

## Последующие события
В этот же день Контрольная комиссия в Косово (ККК) и ОБСЕ получили первые сообщения об убийстве мирных жителей в Косово. Представители ККК сразу же выдвинулись на место, однако их задержали и отказались пропускать на место военнослужащие Югославии. В итоге в начале ККК пришлось наблюдать за ситуацией с ближайшего холма. В конце концов представителей контрольной комиссии допустили на место событий, однако за ними велось наблюдение армией Югославии. ККК зафиксировала смерть одного человека и двух раненных, а также получила сообщения о том, что все тела были вынесены армией Югославии из деревни. Доступ к жителям деревни, а также их опрос был запрещён и не допускался югославской стороной.
На следующий день наблюдатели смогли добиться свободы действий и получили возможность осмотреть окрестности деревни, а также поговорить с местными жителями. Так журналисты и мониторинговая миссия Европейского Союза в результате осмотра деревни и его окрестностей смогли обнаружить вывезенные из деревни Югославией 40 тел, а также получили сведения от местных жителей о ещё пяти вывезенных родственниками телах. Как сообщала миссия и журналисты, все они были расстреляны, а некоторые ещё и обезглавлены. Глава миссии Уильям Уокер позже вспоминал:
В овраге возле деревни я увидел первый труп. Он был накрыт одеялом, и когда его откинули, я увидел, что у трупа не было головы — только невероятно кровавое месиво на шее. Кто-то сказал мне, что череп находится на другой стороне оврага, и спросил, хочу ли я это увидеть. Но я сказал: «Нет, я уже получил достаточное представление о ситуации».
[Были найдены еще три тела]
Они выглядели как пожилые мужчины, с седыми волосами... У них были раны на головах, а на одежде была кровь.
[Затем большая группа тел, видимо вынесенная военнослужащими Югославии]
Я их не считал. Я просто посмотрел и увидел множество отверстий в голове — в верхней части головы и на затылке. У пары было что-то похожее на пулевые ранения, выбившие им глаза. Мне сказали, что дальше по гребню холма были другие тела, и журналисты и инспекторы спросили меня, собираюсь ли я подняться и посмотреть на остальных. Я сказал: «Я видел достаточно».
После увиденного, глава миссии сразу осудил убийства, назвав их «невыразимым злодеянием» и преступлением против человечества, а также обвинил Югославию в его организации.
Как сообщали журналисты, в частности Джеки Роуленд из BBC, все погибшие, по словам местных жителей, а также судя по их внешнему виду были обычными фермерами, рабочими или сельскими жителями, и все они были убиты выстрелом в голову. Другой корреспондент из The Independent сообщил, что он вместе с комиссией ЕС зафиксировал, что все убитые были в обычной сельской одежде и безоружными, а по мнению экспертов (в частности из британской полиции) они были застрелены с очень близкого расстояния, что не похоже на смерть при перестрелке.
18 января главный обвинитель Международного уголовного трибунала по бывшей Югославии (МТБЮ) — Луиза Арбур пыталась попасть на территорию преступления, однако ей отказали во въезде в Югославию. В тот же день, тяжело вооружённая полиция Югославии вошла в город и изъяла все тела несмотря на протесты ККК, ОБСЕ и ЕС.
По итогу было произведено два вскрытия — первое, сербско-белорусское (малоподробное) и второе, Евросоюза (менее актуальное, однако подробное), после чего тела были переданы родственникам погибших.

## Расследование
Убийства в Рачаке стали предметом расследования Международного уголовного трибунала по бывшей Югославии. В своем обвинительном заключении Слободану Милошевичу и четырем другим высокопоставленным югославским и сербским должностным лицам главный прокурор МТБЮ заявил, что:
Примерно 15 января 1999 года рано утром деревня Рачак подверглась нападению сил СРЮ [Югославии] и Сербии. После обстрела подразделениями ВЮ [югославской армии] позже утром сербская полиция вошла в деревню и начала проводить поквартирные обыски. Жители деревни, которые пытались бежать от сербской полиции, были расстреляны по всей деревне. Группа примерно из 25 человек попыталась спрятаться в здании, но была обнаружена сербской полицией. Их избили, а затем отвели на близлежащий холм, где полицейские застрелили их. В общей сложности силы СРЮ и Сербии убили около 45 косовских албанцев в Рачаке и его окрестностях.
Свидетельства и показания свидетелей единогласно поддержали версию о массовом убийстве. Юлиус Штраус в статье для The Daily Telegraph писал, что «потратил больше недели на сбор доказательств резни в Рачаке от албанских свидетелей, западных наблюдателей и дипломатов, а также нескольких сербских источников, которые говорили в частном порядке и с некоторым риском». Так, пострадавшие жители деревни ему сообщили:
Небольшая группа мужчин, одетых во все черное, в перчатках и балаклавах координировала нападение на деревню и последующие казни. Мужчины были отделены от женщин и детей, прежде чем их увели на казнь. Некоторые сербы были в синем, некоторые в черном. Люди в черном, казалось, контролировали ситуацию и носили балаклавы на головах. У некоторых была униформа со знаками различия, в том числе с сербским флагом; у некоторых не было [знаков различия]. У них были автоматы, и, когда нас повели на холм, оба отряда начали стрелять в нас...
Другие очевидцы также подтверждали и называли такие же описания событий, заявляя, что это был не первый случай, когда югославские войска убивали и калечили своих жертв, и те устраивали расправу над жителями Рачка около 6 часов, калеча и убивая людей.
Правительство Югославии отрицало вину за события. Так на следующий день после убийств Министерство внутренних дел Югославии опубликовало заявление, в котором утверждалось, что его полицейские подразделения подверглись обстрелу со стороны «этнических албанских террористических групп на путях, ведущих к деревне Рачак в муниципалитете Стимле. В ходе последовавшей контратаки «в столкновениях с полицией было убито несколько десятков террористов. Большинство из них были в форме с символикой этнической албанской террористической организации, именующей себя Армией освобождения Косово». Осторожную поддержку данного заявления выразили газеты Le Figaro и Le Monde, которые заявили, что АОК могла инсценировать резню и что «только заслуживающее доверия международное расследование может установить правду».
Президент Слободан Милошевич заявил, что все обвинения о убийстве лишь попытка обелить протеже империалистов из ЕС — косовских сепаратистов.

### Судебно-медицинские экспертизы
За время расследования, было проведено три экспертизы тел. Все три экспертизы вызывают споры из-за условий их проведения.
Вскрытие югославских и белорусских экспертов были очевидно предвзятым, а Беларусь в то время активно поддерживала Югославию и была с ней в дружеских отношениях. Белорусская и югославская экспертиза пришла к выводу, что ни один из погибших не был убит, а следы казни были созданы искусственно. Однако на вопрос о том, что послужило причиной смерти в таком случае, ответ дан не был. Также сообщалось, что на 37 из 40 тел были обнаружены следы пороха на руках. Однако метод используемый исследования следов был морально устаревшим ещё с 1967 года и регулярно давал ложноположительные результаты для многих других веществ, включая удобрения, табак, мочу и косметику, а иногда и ложноотрицательные результаты.
Вскрытие финских судмедэкспертов под эгидой ЕС было произведено только 21 января, а итоговый отчёт опубликован и конец вскрытия был готов к 17 марта. По итогу экспертизы, команда пришла к выводу о том, что все жертвы были гражданскими лицами, не принимавшие участие в боевых событиях, и они были убиты на тех же (или около) местах, где их и обнаружила комиссия за редким исключением. Отвечая на утверждения о том, что убитые были одеты (или могли быть одеты) в униформу АОК, которую затем заменили гражданской одеждой, в отчете говорится, что «… на одежде [погибших] не было значков или знаков различия какой-либо воинской части. Судя по результатам вскрытия (например, пулевые отверстия, свернувшаяся кровь) и фотографиям места происшествия, маловероятно, что одежду можно было изменить или снять».

## Последствия
События в Рачаке стали поворотным событием для косовской войны. Преступление в Рачаке стало шоком для мира, благодаря чему НАТО смогло провести операцию «Союзная сила». Многие страны мира осудили данное событие как вопиющее нарушение прав человека и перемирия, а также ранее установленных договорённостей. Международное сообщество потребовало немедленно расследовать события в Рачаке и привлечь виновных к ответственности в суде.
Совет Безопасности ООН и Генеральный секретарь 31 января охарактеризовали это событие как расправу, устроенную югославскими силами безопасности.

## Обвинительный акт МТБЮ
27 мая 1999 года вынес окончательный вердикт по событиям в Рачаке. Так, высокопоставленные югославские должностные лица были обвинены в преступлениях против человечества и нарушении обычаев войны, а именно: Слободан Милошевич (президент Югославии), Милан Милутинович (Президент Сербии), Никола Шаинович (заместитель премьер-министра Югославии), Драголюб Ойданич (начальник Генерального Штаба Югославии) и Влайко Стоилькович (министр внутренних дел Сербии). Резня в Рачаке изначальна была добавлена в обвинительный акт МТБЮ, однако впоследствии была исключёна из дела для ускорения процесса судебного разбирательства, но МТБЮ заявил, что она всё ещё считается признанным актом военного преступления.

## Память
На территории Рачака был создан мемориал памяти жертвам убийства. На его территории ежегодно происходят церемонии в дань памяти погибшим.

## Документальные фильмы
- The Road to Racak, 29 марта 2000 года, Канада, CBC;
- It All Started With A Lie, Германия;
- Račak, istine i laži, 2009, Сербия.